# 줌라
줌라(Joomla!, /ˈdʒuːm.lɑː/)는 PHP로 작성된 오픈 소스 저작물 관리 시스템으로, MySQL 데이터베이스를 이용해 웹상에서 다양한 컨텐츠를 관리, 보관, 출판할 수 있는 기능을 갖고 있다. 라이선스는 GPL이며 다양한 언어를 함께 지원한다.
원래 줌라는 맘보(Mambo)라는 이름으로 개발되던 소프트웨어였는데 개발자 사이의 의견차에 의해 줌라로 분리되었다. 이에 따라 2005년 9월 맘보 4.5.2.3 버전이 줌라 1.0.0으로 다시 배포되었다.

## 같이 보기
- 저작물 관리 시스템 목록